# Bandiera del Tatarstan
La bandiera del Tatarstan è stata adottata il 29 novembre 1991  con l'approvazione da parte del Consiglio supremo della Repubblica del Tatarstan.

## Descrizione
La bandiera del Tatarstan è formata da tre bande orizzontali: la banda superiore di colore verde e quella inferiore di colore rosso sono separate da una banda più piccola, di circa 1/15 rispetto alla superficie, di colore bianco.
Il colore verde rappresenta l'Islam, il colore rosso la minoranza etnica russa; il colore bianco simboleggia la pace e la convivenza civile tra le due etnie.
La bandiera è stata disegnata dall'artista Tawil Haziahmetov a seguito di un concorso pubblico.
Le proporzioni della bandiera sono di 1:2.